# Évrard Frontin
Pour les articles homonymes, voir Frontin.
Évrard Frontin est un joueur français de volley-ball né le 6 novembre 1980 à Créteil (Val-de-Marne). Il mesure 1,86 m et joue au poste de réceptionneur-attaquant.

## Clubs
| Club                  | De        | À         |
| --------------------- | --------- | --------- |
| Narbonne Volley       | 2004-2005 | 2005-2006 |
| Asnières Volley 92    | 2006-2007 | 2007-2008 |
| Avignon Volley-Ball   | 2008-2009 | 2012-2013 |
| Martigues Volley-Ball | 2013-2014 | 2014-2015 |

## Palmarès
- Championnat de France Ligue B (1)
  - Vainqueur : 2012

## Distinctions individuelles
- - MVP du championnat de Championnat de France de volley-ball Ligue B 2011-2012